# Jean Lagny
Jean Lagny (Neuilly-sur-Seine, 3 octobre 1911 - Versailles, 15 mai 2001) est un historien et homme de lettres français.

## Biographie
Il a été marié à Jacqueline de Féral (1919-1982) ; quatre enfants sont nés de cette union : Marie-Hélène, Philippe, Claude et Bernard.
Agrégé de l'Université en 1934, il fait la connaissance de Georges Pompidou et de Léopold Senghor avec qui il restera lié toute sa vie. Professeur de français, latin, grec, son premier poste le conduit au lycée d'Amiens.
Officier, il est fait prisonnier en juin 1940 et restera captif pendant toute la durée de la guerre. Un temps, Pierre Pflimlin, qui restera son ami, est son compagnon de captivité : celui-ci lui apprendra des rudiments d'allemand tandis que Jean Lagny lui donnera des cours de latin. Rapatrié sanitaire en 1944, il fera reconnaitre par le ministère de l'Éducation de l'époque les diplômes que ses amis et lui octoyèrent à des camarades de captivité...
Après guerre, après un bref passage au lycée Carnot, à Paris, il est nommé, en 1945 au lycée Hoche à Versailles. Il y enseigna jusqu'en 1972. Il a un véritable "coup de foudre" pour la Ville Royale. Plus encore que la ville où il vit (devant le potager du roi) et où il travaille, Versailles devient sa passion, et il lui consacre plusieurs ouvrages de référence, de nombreux articles et des conférences. Il passe les dernières années de sa vie à la maison de retraite des sœurs Augustines de Versailles, située rue Édouard-Charton (no 23).
Jean Lagny était Secrétaire Perpétuel de l'Académie de Versailles.

## Hommages
La municipalité de Versailles a ajouté son nom à l'ancienne impasse Joseph-Adrien Le Roi (débutant 15, rue des Recollets) appelée désormais square Joseph-Adrien Le Roi et Jean Lagny. Ce square a été inauguré sous ce nouveau double nom le 28 mai 2005.

## Œuvres
- Bibliographie des éditions anciennes des œuvres de Saint-Amant, Paris, Librairie Giraud-Badin, 1960, 140 p.
- Le poète Saint-Amant (1594-1661), essai sur sa vie et ses œuvres, Paris, Nizet, 1964, 431 p.
- Versailles, deux siècles de vie municipale (avec André Damien, maire de Versailles), Versailles, L'univers du Livre, 1980, 162 p.
- Versailles, ses rues : le quartier Saint-Louis, Versailles, Ed. d'Art Lys, 1990, 192 p.
- Versailles, ses rues : le quartier notre-dame, Versailles, Ed. d'Art Lys, 1992, 192 p.
- Saint-Amant (œuvres) édition critique en 5 tomes avec Jacques Bailbé, 1967-1979  Société des textes français modernes Librairie Honoré Champion Paris

## Sources
- « Jean Lagny », sur academiedeversailles.com
- « Nécrologie » et « À Jean Lagny : Florilège d'amitiés  », Revue de l'Histoire de Versailles et des Yvelines, tome 85, 2001.
- Notices d'autorité :   - VIAF
  - ISNI
  - BnF (données)
  - IdRef
  - LCCN
  - Belgique
  - Pays-Bas
  - Israël
  - NUKAT
  - Corée du Sud
  - WorldCat